# She's Got a Way
〈She's Got a Way〉는 미국의 싱어송라이터 빌리 조엘의 노래이다. 오리지널 곡은 빌리 조엘 1집 《Cold Spring Harbor》의 1번 트랙에 수록되었으며, 일부 국가에서는 싱글로도 발매되었다. 1981년 출시된 라이브 음반 《Songs in the Attic》에 수록된 라이브 버전이 싱글로도 출시되어 1982년 초 빌보드 핫 100 차트에서 23위에 올랐다.

## 가사와 음악
〈She's Got a Way〉는 사랑 발라드이다. 이 곡의 가사에서, 가수는 특정 여성의 웃음 등 다양한 특성이 그가 왜 그녀를 사랑하게 만드는지 이해할 수 없음에도 불구하고 그녀를 사랑하게 만든다고 말한다. 음악 평론가 마크 베고는 이 곡이 그를 "매혹시킨" 한 여성에 대한 노래라고 평가했다. 빌리 조엘의 전기 작가인 프레드 슈루어스는 이 노래 가사를 "사랑하는 사람에 대한 솔직하고, 진부하지 않은 사모"라고 설명한다.

## 평가
올뮤직 평론가 스티븐 토마스 얼와인은 스튜디오 버전에 대해 "사랑스럽다"고 묘사했고, 빌리 조엘의 "최고의 노래" 중 하나라고 평가했다. 레코드 월드는 "아름다운 데뷔작"이라고 평가했다. 베고는 이 곡을 "아름다운 러브 발라드"이자 빌리 조엘의 "가장 진지하고 성숙한 작품 중 하나"라고 평가했다. 빌리 조엘의 전기 작기인 행크 보르도위츠는 이 곡에 대해 "훌륭하지는 않지만 적어도 떠오르는 재능을 보여주는 주목할 만한 작품"이라고 평가했다. 빌보드의 로이 와델은 이 곡을 "밤 (chestnut)"이라 표현하며, 《Songs in the Attic》에 라이브 버전이 수록되기 전까지 "적절한 대우"를 받지 못했다고 했다. 빌리 조엘의 전기 작가 프레드 슈루어스는 이 곡이 《Cold Spring Harbor》에서 나온 "보석"이라고 묘사했다. 롤링 스톤 앨범 가이드의 평론가 폴 에반스에 따르면, "〈She's Got a Way〉는 빌리 조엘이 곧 쉽게 발표할 발라드의 패턴을 설정했다"고 한다.

## 라이브 버전
《Songs in the Attic》에 수록된 버전은 1980년 6월 매사추세츠주 보스턴의 파라다이스 록 클럽에서 열린 라이브 공연을 녹음한 것이다. 다른 악기 연주 없이 오직 빌리 조엘이 연주한 피아노와 빌리 조엘의 목소리로만 구성되어있다. 빌보드는 이 라이브 싱글을 “진심으로 표현한 섬세한 사랑 발라드(영어: delicate love ballad sincerely rendered)”라고 묘사했다. 레코드 월드는 “조엘은 여러 번의 앙코르를 받을 만한 원맨쇼를 선보인다(영어: Joel delivers a one-man show worthy of several encores.)”고 평했다. 켄 비엘렌은 이 공연이 폴 매카트니의 스타일에 영향을 받았다고 설명하며, “주의 깊게 듣는 관객”이 있는 이 작은 공연장이 “강렬한 친밀감”을 제공한다고 말했다. 슈루어스는 라이브 버전에 대해 “기술적으로 훨씬 더 나은 연주, 더 나은 흉성(영어: a technically better performance much more in a chest register)”이지만, 원본 만큼 감동적이지는 않다고 평가했다. 올뮤직 평론가 스티븐 토마스 얼와인은 라이브 버전을 스튜디오 버전보다 더 “풍부하고 따뜻하다”고 평했다.
1981년 11월 14일에 방송된 TV쇼 새터데이 나이트 라이브에서도 이 곡을 라이브로 불렀다.

## 차트
| 1981년~1982년                       | 순위 |
| ----------------------------------- | ---- |
| 캐나다 RPM 톱 싱글                  | 46   |
| 캐나다 RPM 어덜트 컨템포러리        | 2    |
| 미국 《빌보드》 핫 100              | 23   |
| 미국 어덜트 컨템포러리 (《빌보드》) | 4    |

## 커버
마이클 스위트는 2007년 《Touched》에 이 곡을 커버하여 수록했다. 미국의 기타리스트이자 가수 필 키기는 2007년 《Acoustic Café》에 어쿠스틱 기타로 커버하여 수록했다. 켄 비엘렌은 이 버전을 "달콤하고 온화하며 단순하다"고 묘사했다. 돈 헨리는 2013년 빌리 조엘이 케네디 센터 명예의 전당에 올랐을 때, 경의를 표하는 의미로 이 곡을 무대에서 불렀다.
마지 조셉은 1974년에 〈He's Got a Way〉라는 제목으로 이 노래의 여성 버전을 녹음했다. 이 버전은 주요 악기로 전기 피아노가 사용되었으며, 3절에서는 B-3 해먼드 오르간을 추가하여 가스펠 음악의 느낌을 더했다. 또한 백 보컬로 카스펠 합창단의 합창이 추가되었는데, 비엘렌의 의견에 따르면 이 곡에 대한 마지 조셉의 해석이 인간적인 연인이 아닌 하나님을 향한 것일 수 있다는 인상을 준다고 한다. 버나뎃 피터스는 1999년 출시된 음반 《I'll Be Your Baby Tonight》에서 피아노 연주로만 〈He's Got a Way〉를 커버했다. 비엘렌은 이 버전을 "감정으로 가득 차 있지만 기술적으로 완벽하다"고 설명했다. 스티븐 토마스 얼와인은 그녀가 "가짜 쇼 튠 스타일링(영어: pseudo-show tune stylings)"에 "잘 어울린다"고 묘사했다.